# The Gang's All Here
 The Gang's All Here és una pel·lícula musical estatunidenca de Busby Berkeley, estrenada el 1943.

## Argument

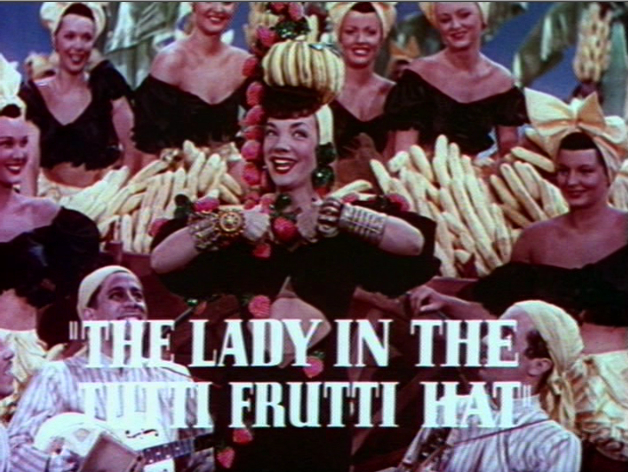
Carmen Miranda

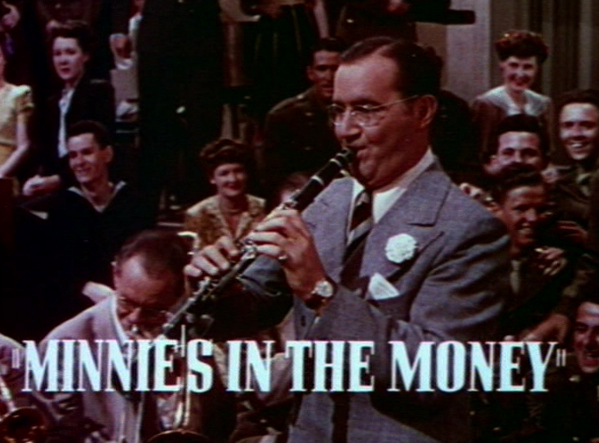
Benny Goodman

Dorita (Carmen Miranda), conductora d'una revista brasilera, és la vedette d'un show d'èxit al «Club New-Yorker». Un jove sergent de l'exèrcit estatunidenc s'enamora d'una de les cantants de la revista (Alice Faye), abans d'haver de marxar a la seva missió. Per un quid pro quo, aquesta pensa que el jove home l'enganya, però la seva rival resultarà ser una simple amiga d'infantesa, i tot s'arregla finalment…
Pel·lícula on el guió lleuger no és més que un pretext per connectar una escena musical amb la següent, "The Gang's all there", que es podria traduir per "Tota la banda és allà", és tanmateix d'un molt alt nivell artístic, amb números coreografiats típics dels anys 40, amb vestits sumptuosos i molt nombrosos figurants, sobre peces de jazz dirigides pel cèlebre cap Benny Goodman.

## Repartiment
- Alice Faye: Edie Allen
- Carmen Miranda: Dorita
- Phil Baker: Phil Baker
- Benny Goodman: Ell mateix
- Eugene Pallette: Andrew Mason Sr.
- Charlotte Greenwood: Sra. Peyton Potter
- Edward Everett Horton: Peyton Potter
- Tony De Marco: Tony De Marco
- James Ellison: Andy Mason
- Sheila Ryan: Vivian Potter
- June Haver

## Nominacions
- 1944. Oscar a la millor direcció artística per James Basevi, Joseph C. Wright i Thomas Little

## Al voltant de la pel·lícula
Carmen Miranda, verdadera vedette de la pel·lícula, era presentada al públic com una estrella brasilera, tot i que és portuguesa. Cal dir que Amèrica del Sud estava de moda el 1943, sobretot perquè els EUA en guerra tenien necessitat de bones relacions comercials amb aquests països rics en matèries primeres. La pel·lícula s'obre d'altra banda en una escena portuària, on un vaixell anomenat "Brazil" desembarca fruites exòtiques.
L'estil sobreexcitat i ultraacolorit de Carmen Miranda corresponia de fet a la imatge que tenien els estatunidenc del Brasil, imatge desenvolupada per exemple a The Three Caballeros, on l'escena que presenta la ciutat brasilera de Bahia és interpretada per la germana de Carmen Miranda.